# Бордиян, Виталий Вячеславович
Вита́лий Вячесла́вович Бордия́н (рум. Vitalie Bordian; 11 августа 1984, Кишинёв, Молдавская ССР, СССР) — молдавский футболист, защитник.

## Биография

### Клубная карьера
Воспитанник кишинёвской спортшколы клуба «Зимбру». Первый тренер — Вячеслав Карандашов. Выступал за дублирующий состав московского «Локомотива».
В январе 2005 года подписал контракт на 3,5 года с харьковским «Металлистом». В декабре 2008 года продлил контракт с клубом до 2012 года. Тогда же Бордиян был признан лучшим футболистом Молдовы 2008 года. Летом 2012 года подписал контракт с ужгородским клубом «Говерла». В команде взял 28 номер.
После того как Виталий провёл полгода в «Говерле» перешёл в клуб «Волга» (Нижний Новгород). Контракт Бордияна с «Волгой» рассчитан на полтора года. 8 марта 2013 года дебютировал за нижегородский клуб в первом матче весенней части чемпионата России сезона 2012/13 против краснодарской «Кубани». В 2014 году играл за молдавский «Верис».
В июле 2015 года подписал полугодичный контракт с харьковским «Гелиосом». В команде взял 14 номер.
В конце января 2016 года стал игроком «Дачии», с которой подписал контракт на 1,5 года. Сыграв за эту команду 8 матчей до конца сезона 2015/2016, перешёл в тираспольский «Шериф». Дебютировал за новый клуб защитник 6 августа 2016 в матче против «Унгени».
В марте 2018 года стало известно, что он пополнил ряды «Динамо-Авто».

### Карьера в сборной
Был капитаном молодёжной сборной Молдавии — 14 игр. Игрок национальной сборной Молдавии. Забил один гол в матче Молдавия — Латвия (2:1).

### Тренерская
В апреле 2015 года пошёл на курсы для получения тренерской лицензии категории В.

## Достижения
- Бронзовый призёр чемпионата Украины (6): 2006/07, 2007/08, 2008/09, 2009/10, 2010/11, 2011/12
- Игрок года в Молдавии по версии AISFM 2008—2009[9]

## Личная жизнь
Женат (жена Татьяна, сыновья — Артём, Никита и Ян, дочь — Милена). По состоянию на июнь 2024 года живёт в столице Австрии — Вене, занимается бизнесом и играет за команду четвёртой австрийской лиги.